# Kigelia

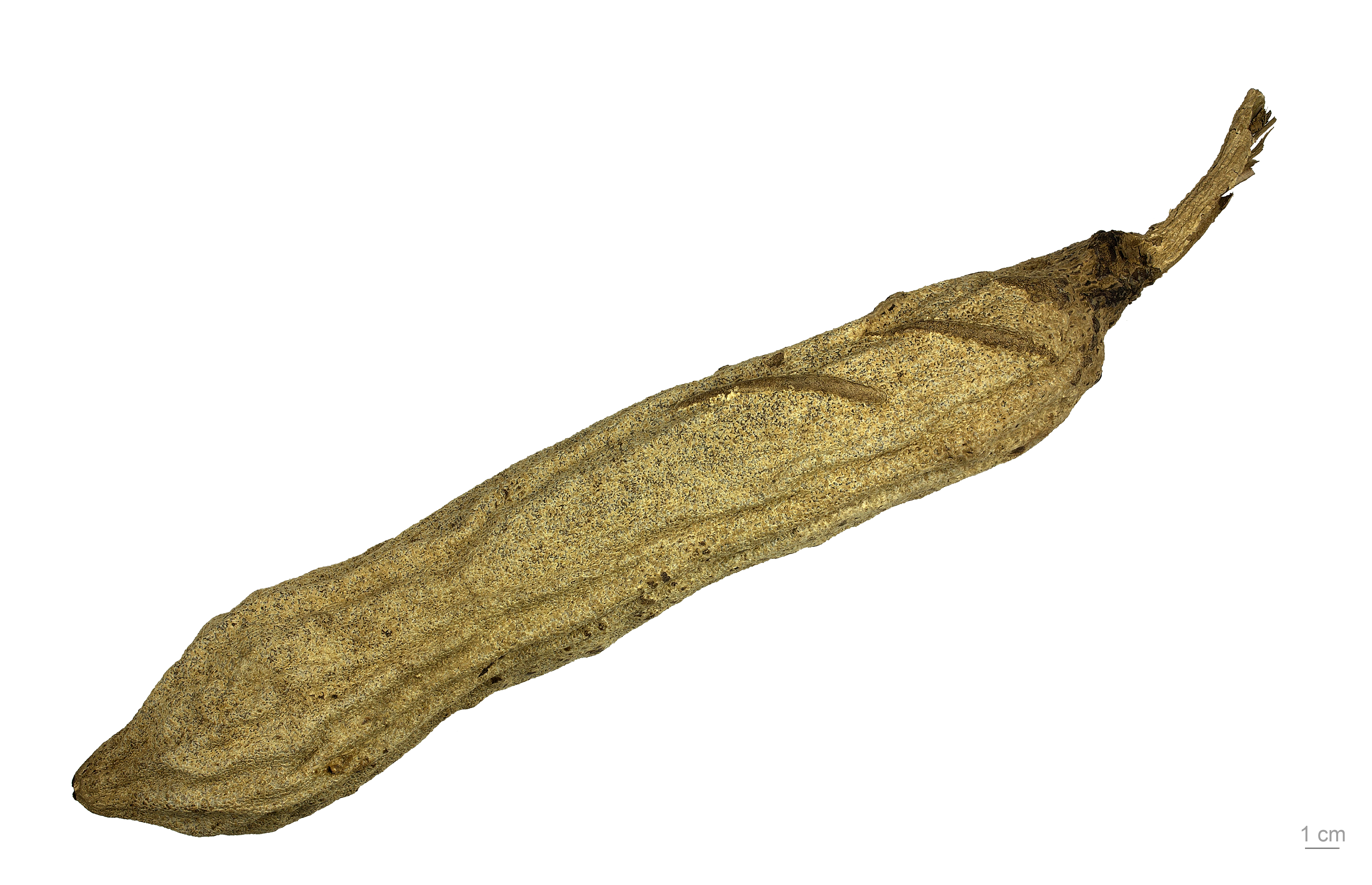
Kigelia africana - MHNT

Kigelia é um género botânico pertencente à família Bignoniaceae. Há uma espécie, Kigelia africana.

## Sinonímia
Kigelkeia, Sotor.
Kigelia abyssinica, Kigelia acutifolia, Kigelia angolensis, Kigelia aethiopica, Kigelia aethiopum, Kigelia dinklagei, Kigelia elliotii, Kigelia elliptica, Kigelia erytraeae, Kigelia ikbaliae, Kigelia impressa, Kigelia lanceolata, Kigelia madagascariensis, Kigelia moosa, Kigelia perrottetti, Kigelia pinnata, Kigelia somalensis, Kigelia spragueana, Kigelia talbotii, Kigelia tristis

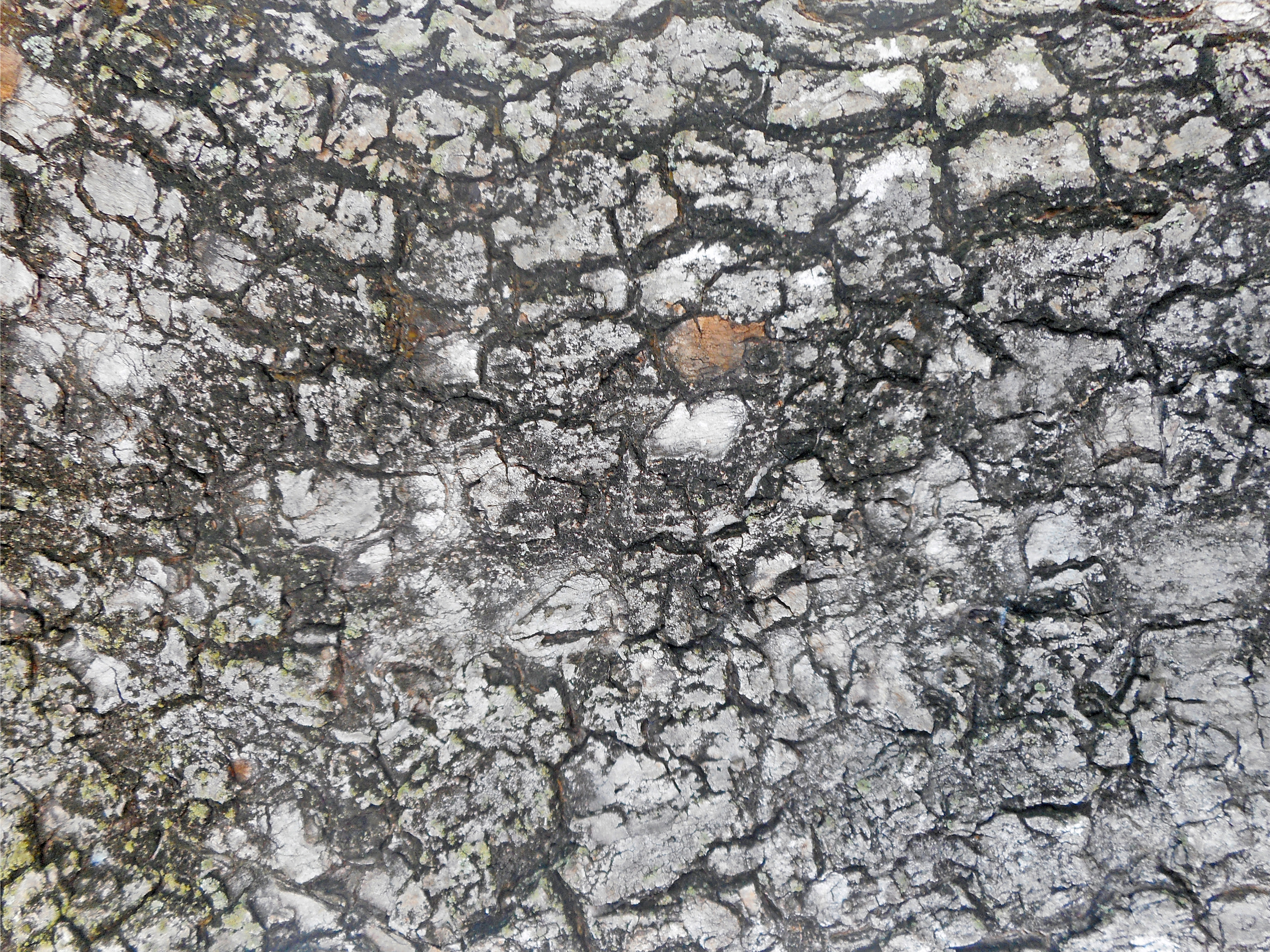
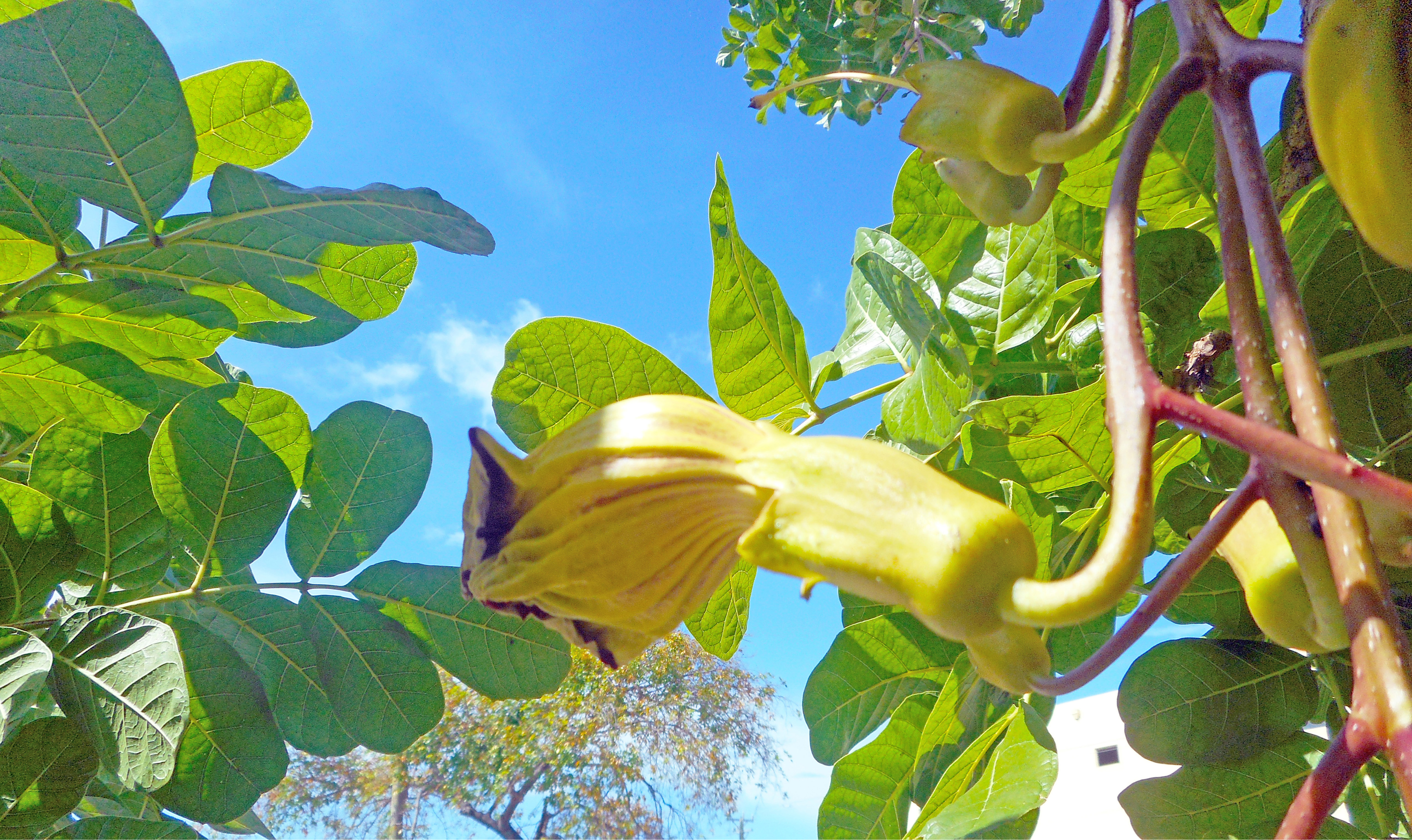
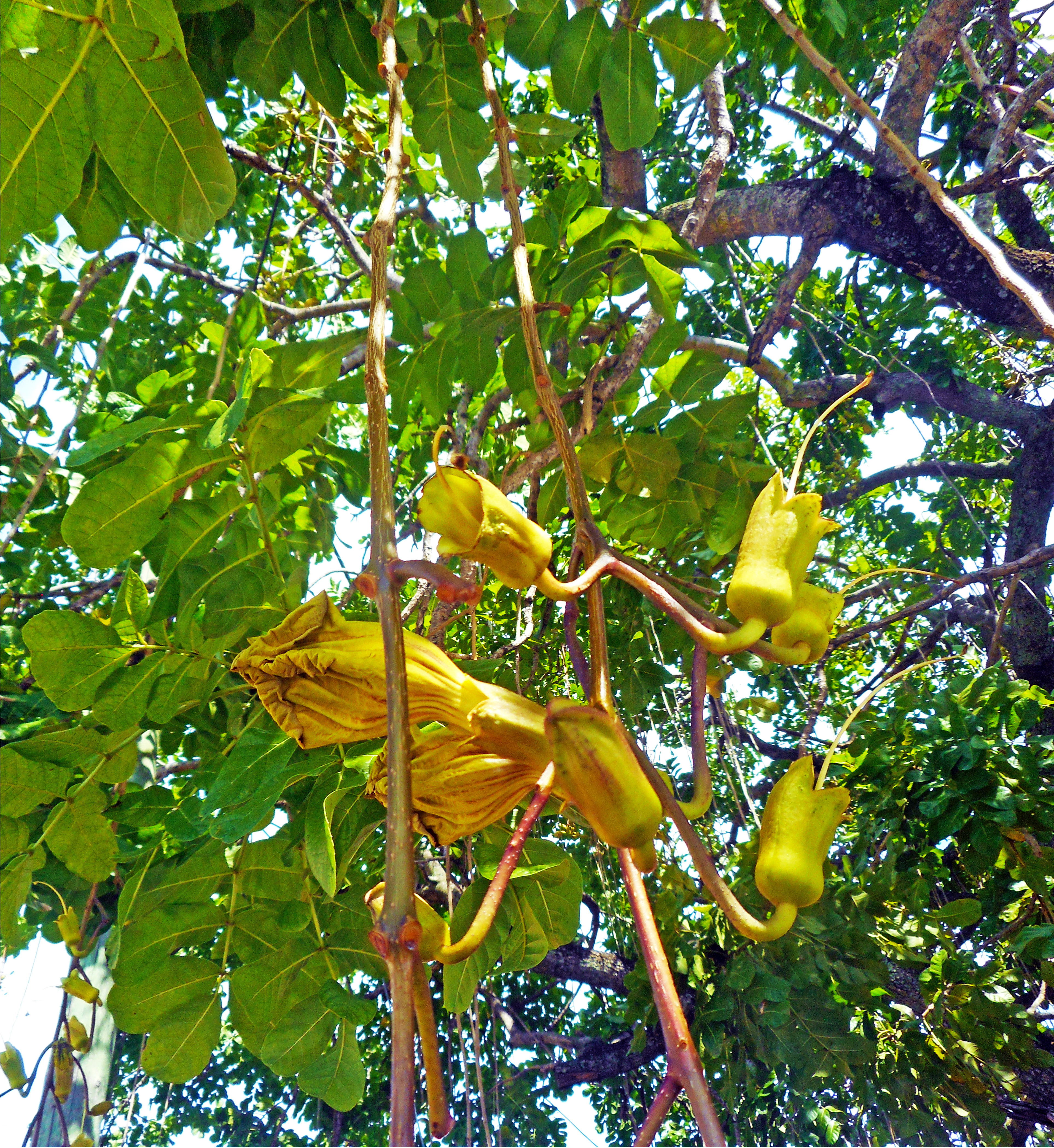
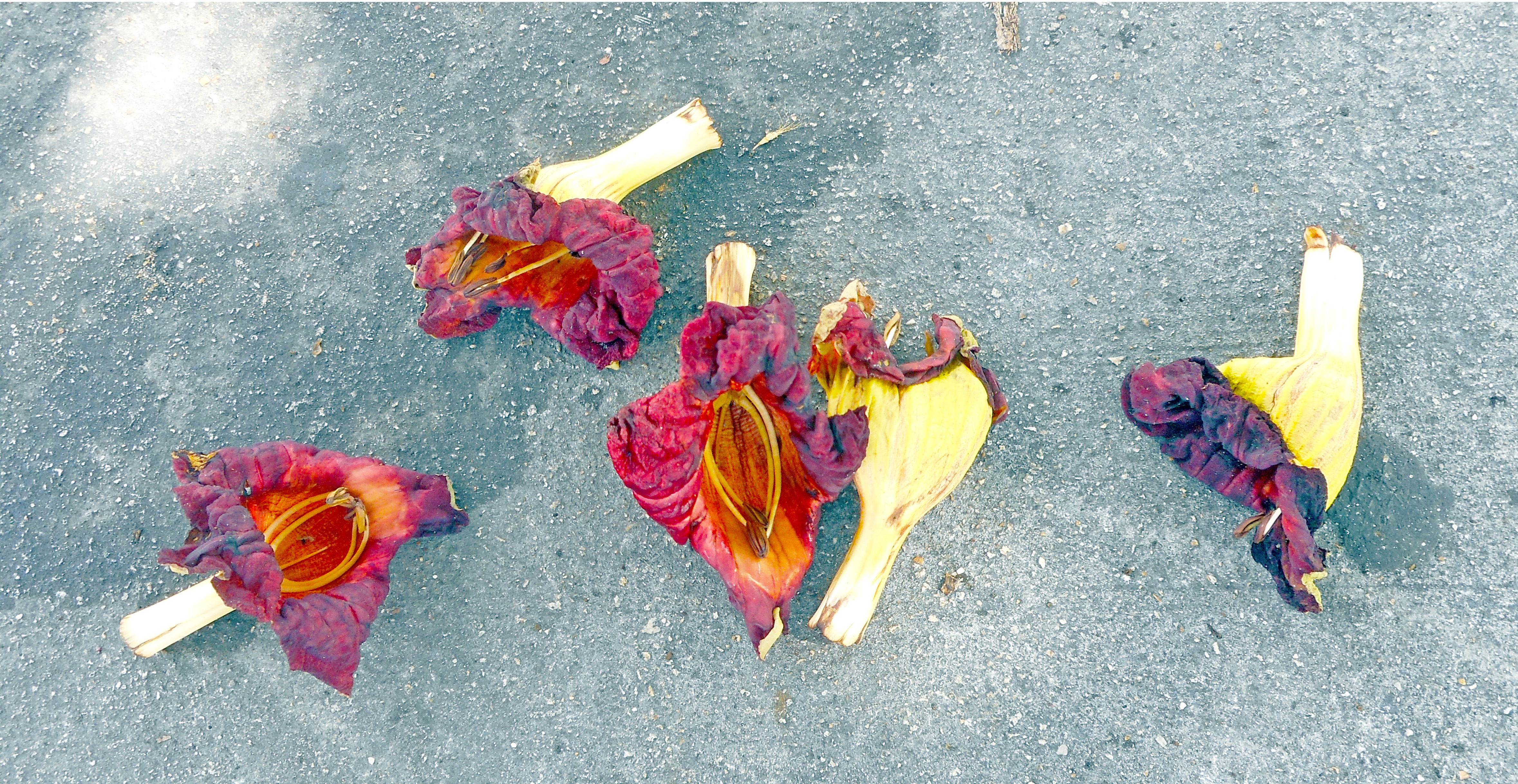
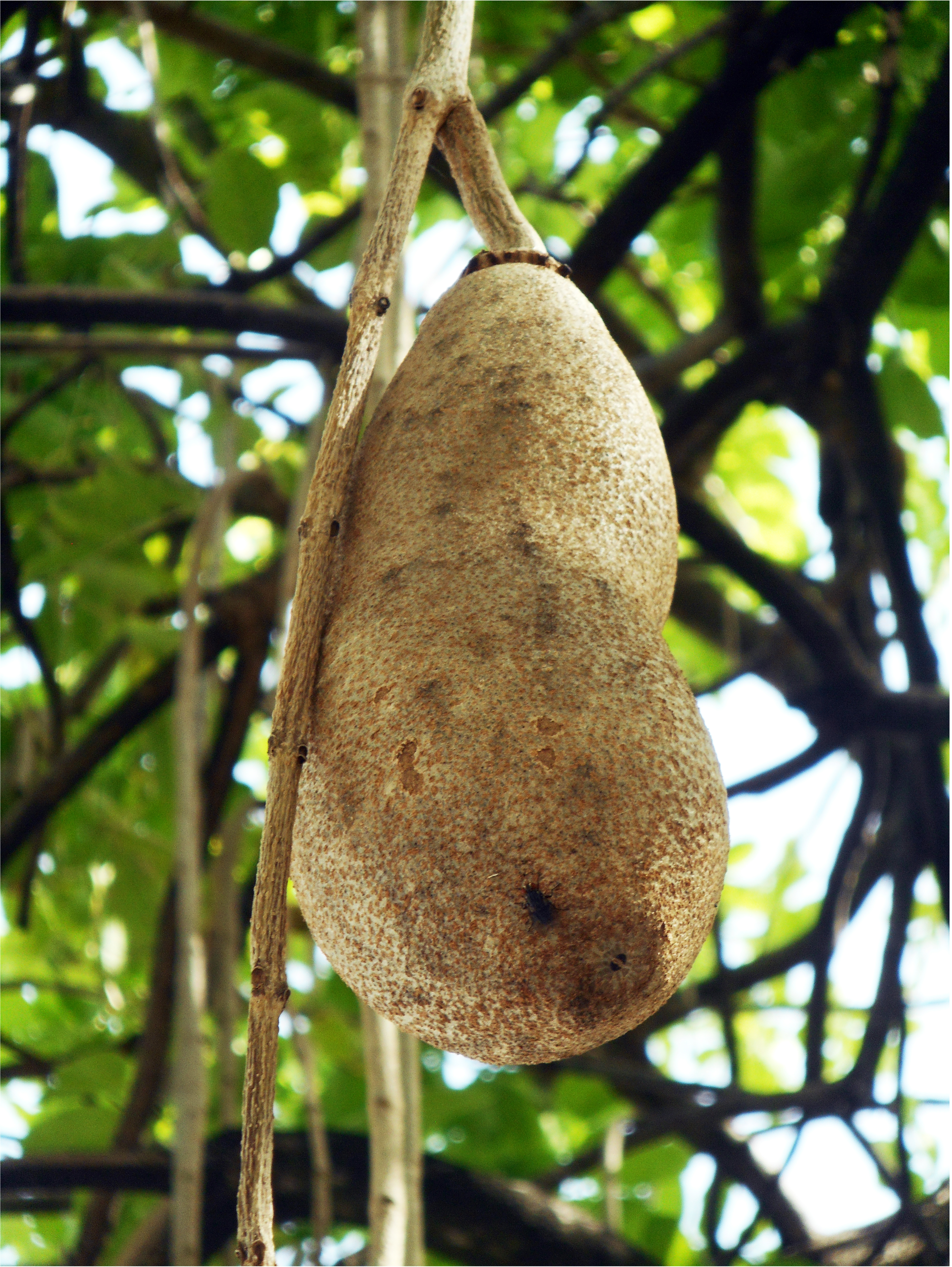
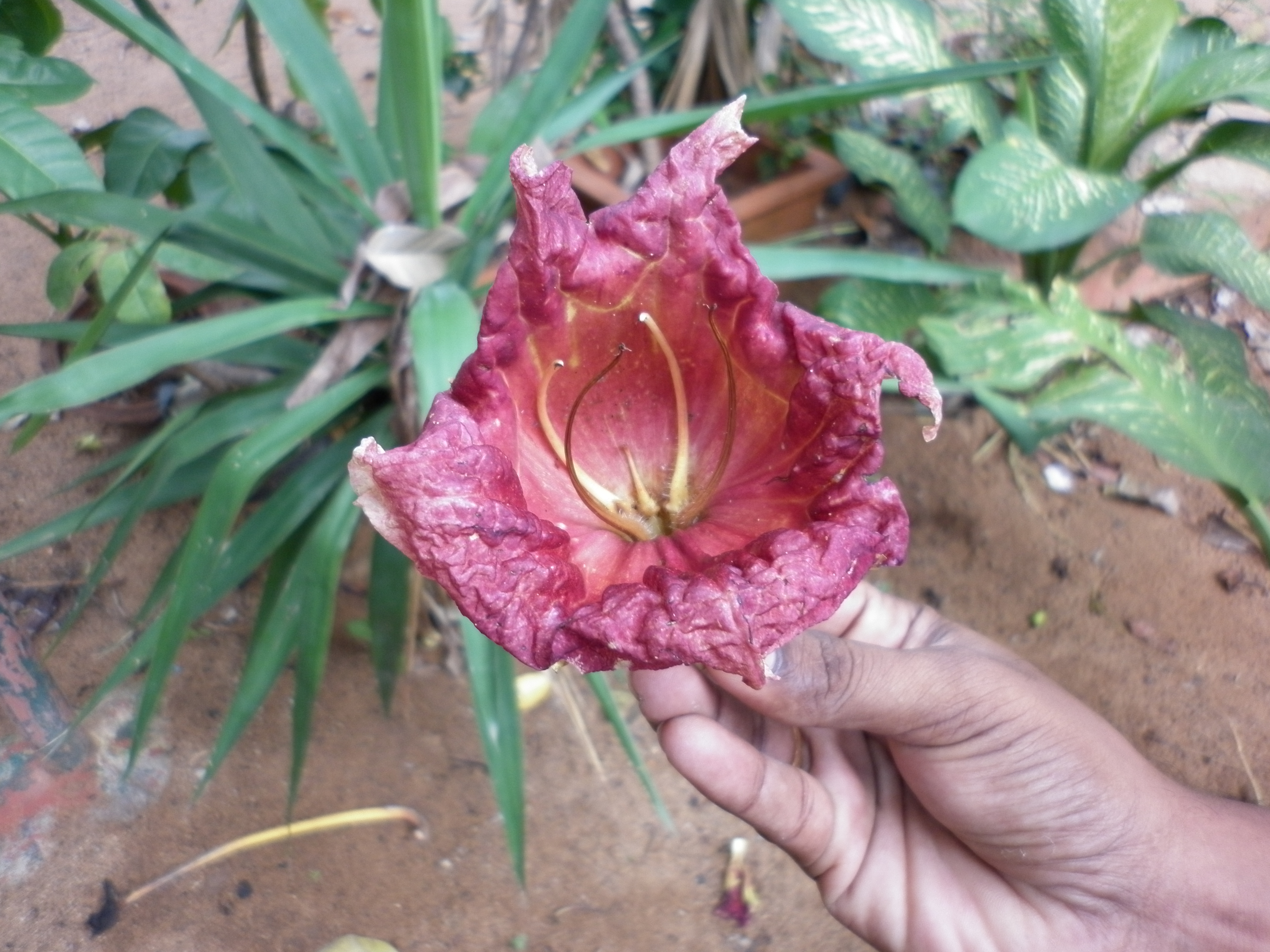
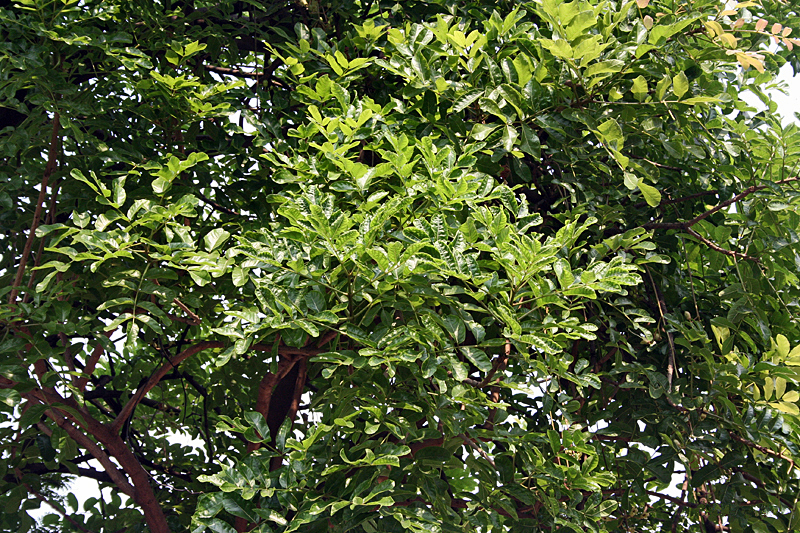
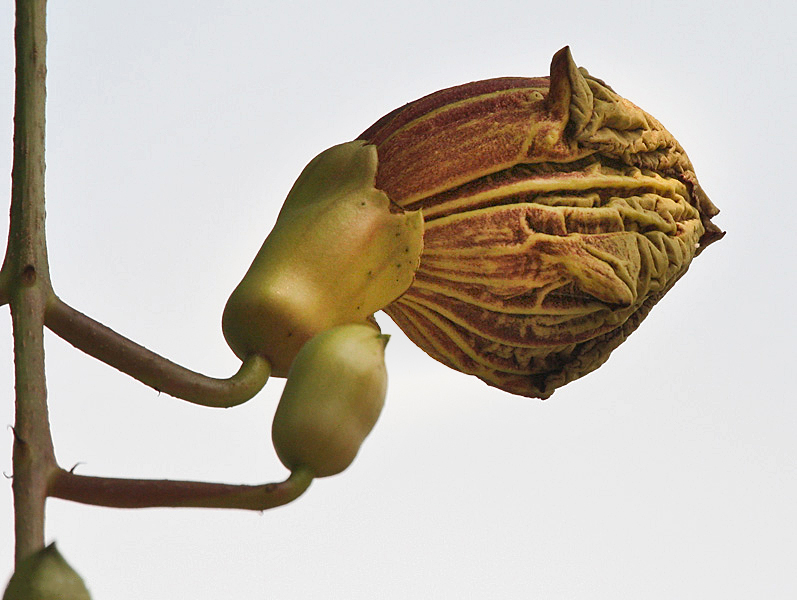
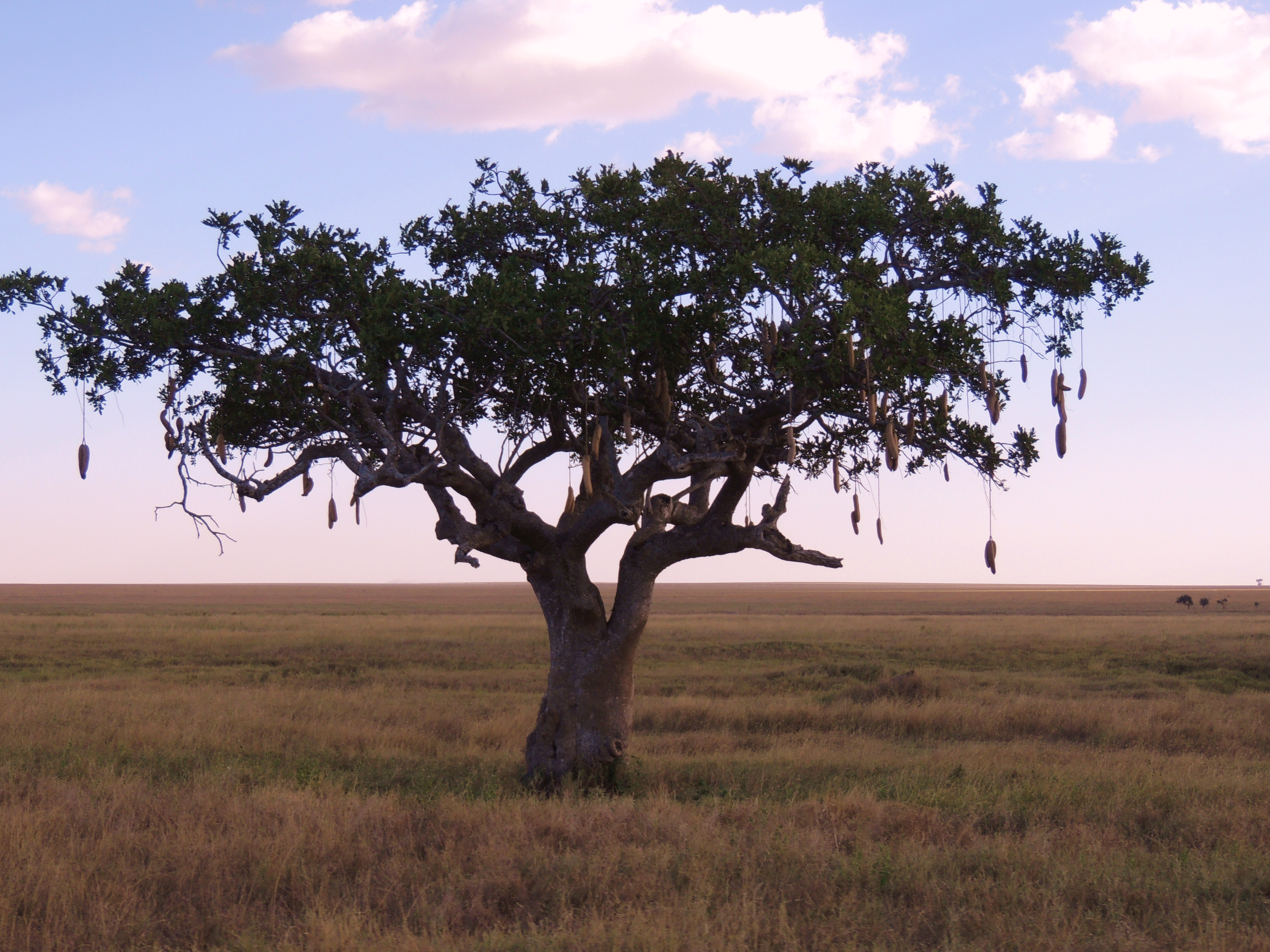
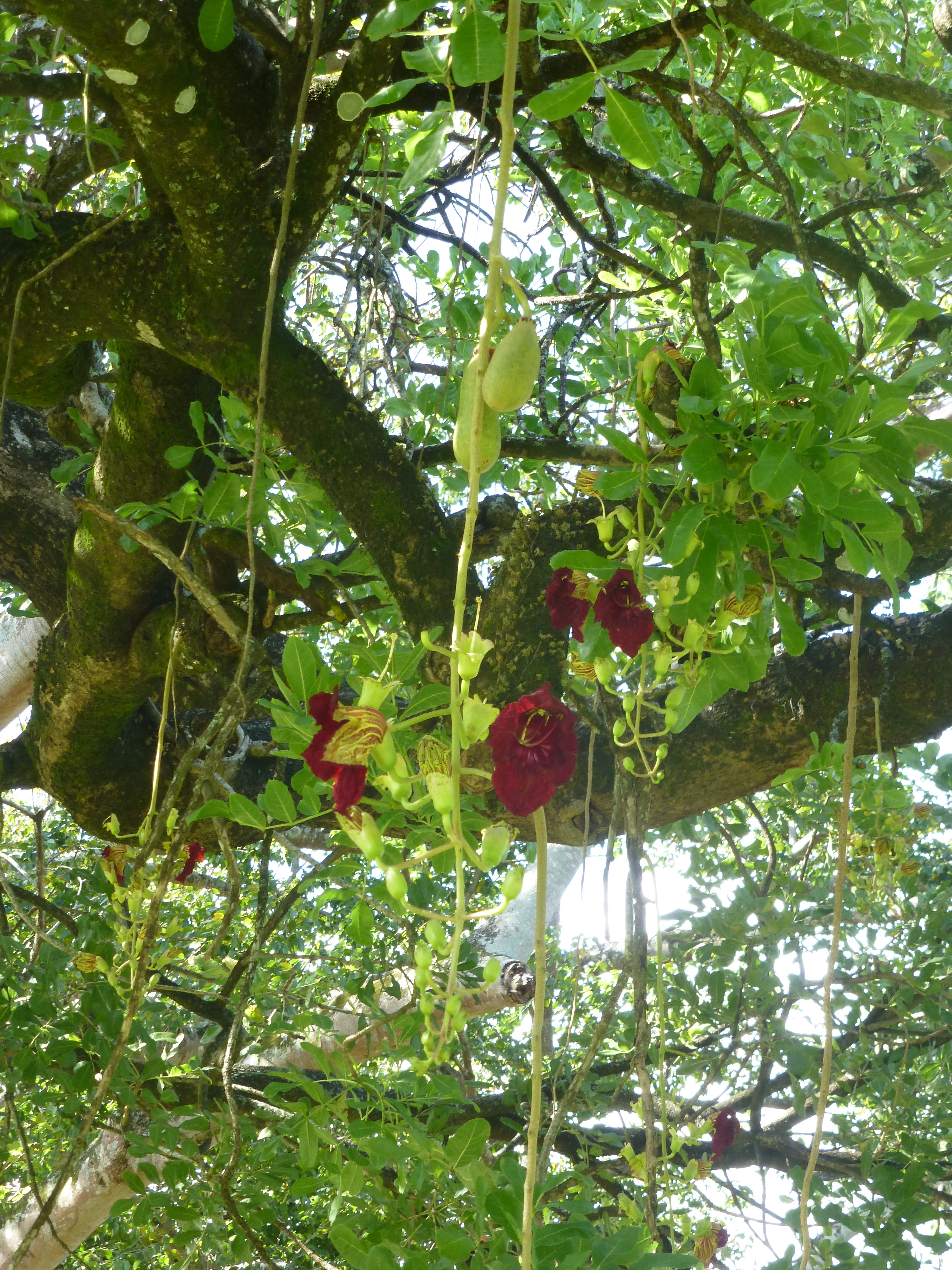
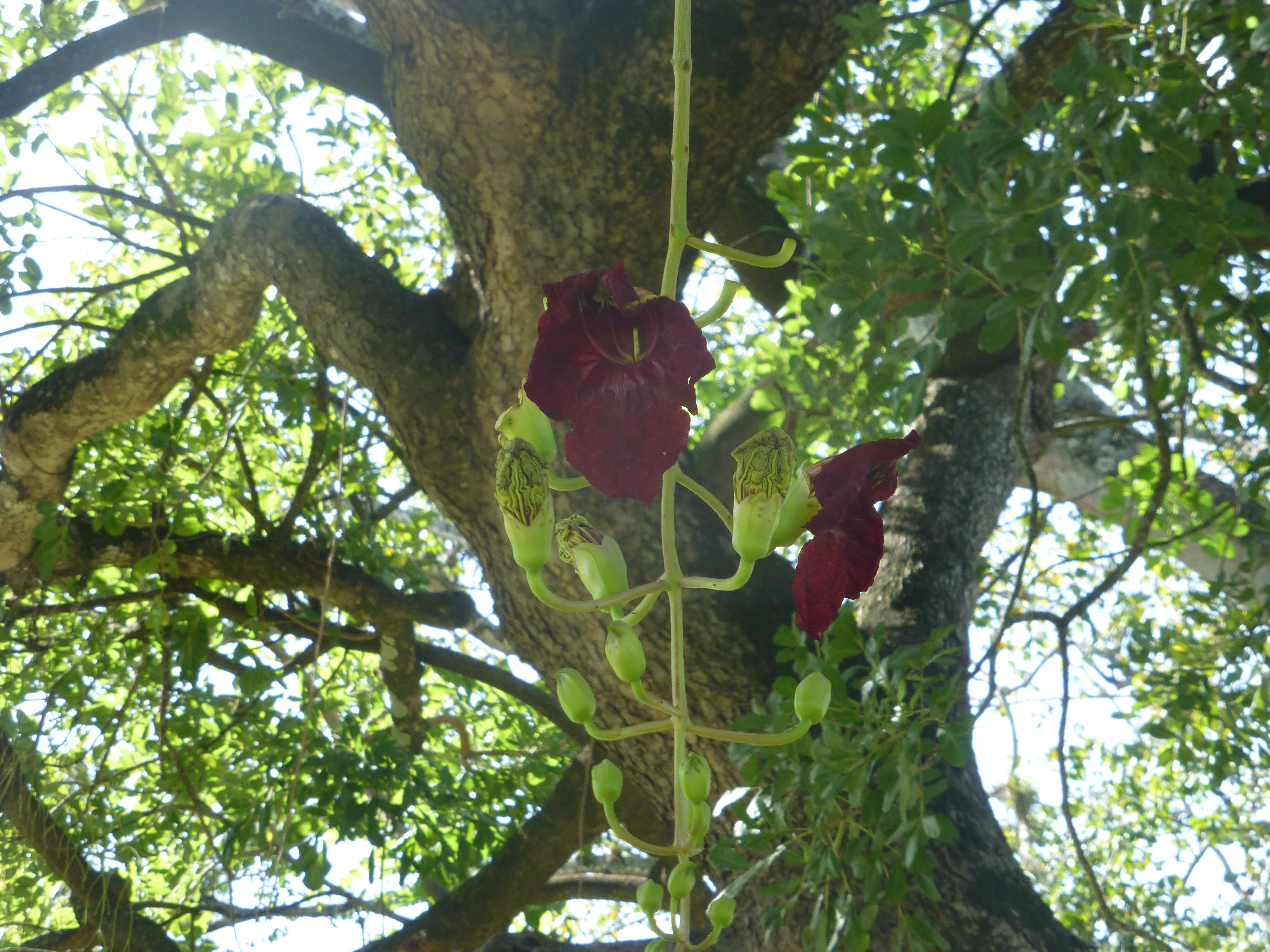
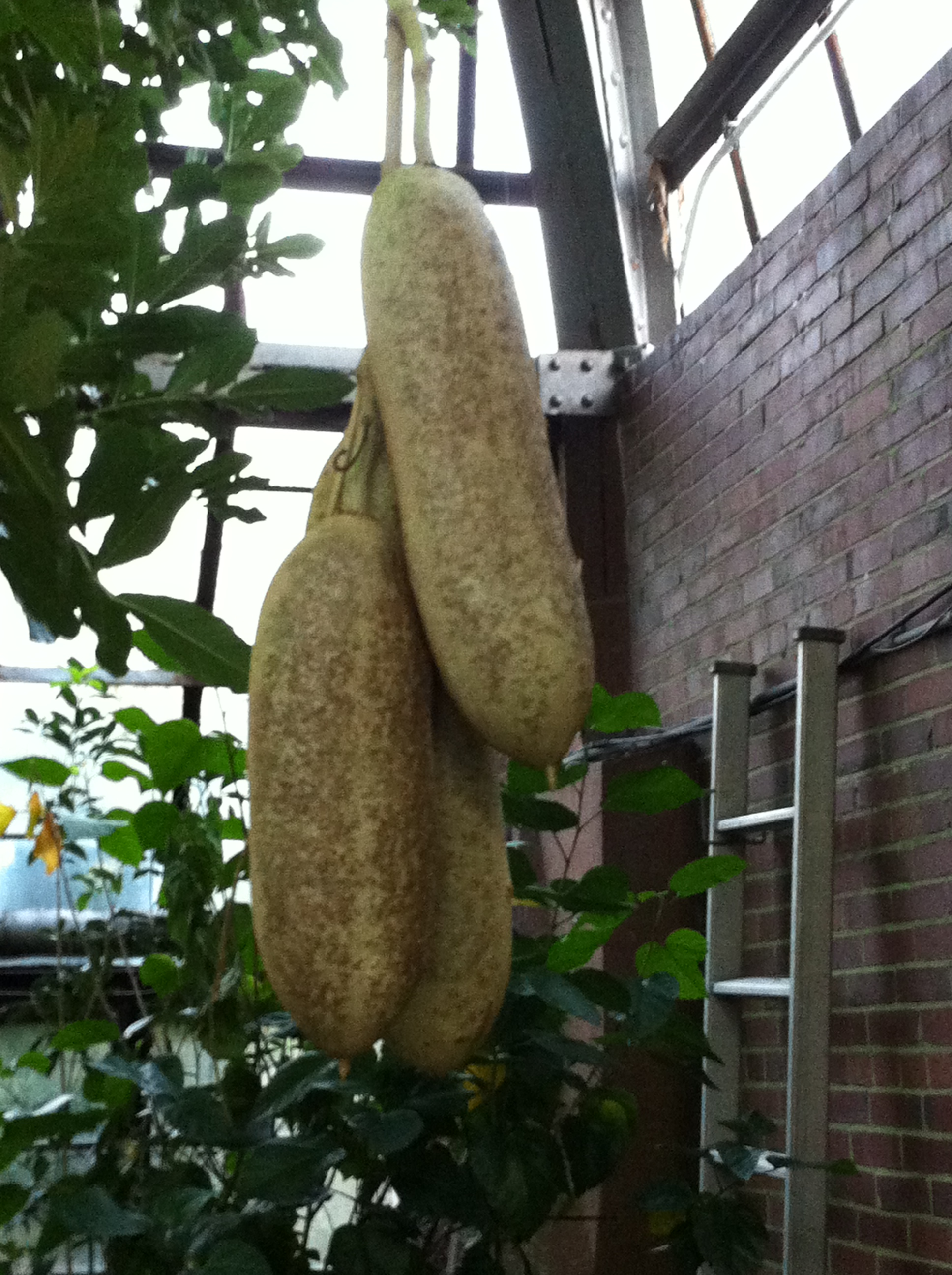

## Nome e referências
Kigelia A. P. de Candolle